# The Bandito Tour
The Bandito Tour è il sesto tour del duo musicale statunitense Twenty One Pilots, a supporto del loro quinto album in studio Trench.

## Storia
L'11 luglio 2018 i Twenty One Pilots hanno reso nota la fine della loro pausa e conseguente allontanamento dalle scene con l'annuncio del doppio singolo Jumpsuit/Nico and the Niners, in vista del loro quinto album in studio Trench, annunciato lo stesso giorno in contemporanea con le prime date del The Bandito Tour.
In seguito a una forte domanda, il duo ha optato per l'aggiunta di un'ulteriore tappa in Nord America, con spettacoli in Canada, Messico e nella città natale di Joseph e Dun, Columbus.
Il tour è stato documentato tramite una serie di video su YouTube, con scene dal dietro le quinte e riprese dei singoli concerti.
A causa della pandemia di COVID-19, il duo ha dovuto annullare le date previste per l'estate del 2020 e il tour si è concluso ufficialmente il 13 dicembre 2019 a Chicago, negli Stati Uniti.

## Scaletta
1. Jumpsuit
2. Levitate
3. Fairly Local
4. Stressed Out (con elementi di Today's Your Day nell'introduzione)
5. Heathens
6. We Don't Believe What's on TV
7. The Judge
8. Lane Boy
9. Nico and the Niners
10. Taxi Cab
11. Neon Gravestones
12. Bandito
13. Pet Cheetah
14. Holding on to You
15. Cut My Lip
16. Ride
17. My Blood
18. Morph
19. Car Radio
20. Chlorine
21. Leave the City
22. Trees

## Date
| Data             | Città                | Stato         | Luogo                                | Artista d'apertura | Biglietti venduti / Biglietti disponibili | Incasso      |
| Nord America     | Nord America         | Nord America  | Nord America                         | Nord America | Nord America                              | Nord America |
| ---------------- | -------------------- | ------------- | ------------------------------------ | --- | ----------------------------------------- | ------------ |
| 16 ottobre 2018  | Nashville            | Stati Uniti   | Bridgestone Arena                    | Awolnation Max Frost | 13,490 / 13,859                           | $987,875     |
| 17 ottobre 2018  | Chicago              | Stati Uniti   | United Center                        | Awolnation Max Frost | N.D.                                      | N.D.         |
| 19 ottobre 2018  | Saint Louis          | Stati Uniti   | Enterprise Center                    | Awolnation Max Frost | N.D.                                      | N.D.         |
| 20 ottobre 2018  | Milwaukee            | Stati Uniti   | Fiserv Forum                         | Awolnation Max Frost | N.D.                                      | N.D.         |
| 21 ottobre 2018  | Saint Paul           | Stati Uniti   | Xcel Energy Center                   | Awolnation Max Frost | N.D.                                      | N.D.         |
| 23 ottobre 2018  | Cleveland            | Stati Uniti   | Rocket Mortgage FieldHouse           | Awolnation Max Frost | N.D.                                      | N.D.         |
| 24 ottobre 2018  | Detroit              | Stati Uniti   | Little Caesars Arena                 | Awolnation Max Frost | N.D.                                      | N.D.         |
| 26 ottobre 2018  | Boston               | Stati Uniti   | TD Garden                            | Awolnation Max Frost | N.D.                                      | N.D.         |
| 27 ottobre 2018  | Uniondale            | Stati Uniti   | Nassau Coliseum                      | Awolnation Max Frost | N.D.                                      | N.D.         |
| 28 ottobre 2018  | Filadelfia           | Stati Uniti   | Wells Fargo Center                   | Awolnation Max Frost | N.D.                                      | N.D.         |
| 30 ottobre 2018  | New York             | Stati Uniti   | Madison Square Garden                | Awolnation Max Frost | N.D.                                      | N.D.         |
| 31 ottobre 2018  | Washington           | Stati Uniti   | Capital One Arena                    | Awolnation Max Frost | N.D.                                      | N.D.         |
| 2 novembre 2018  | Atlanta              | Stati Uniti   | State Farm Arena                     | Awolnation Max Frost | N.D.                                      | N.D.         |
| 3 novembre 2018  | Tampa                | Stati Uniti   | Amalie Arena                         | Awolnation Max Frost | N.D.                                      | N.D.         |
| 4 novembre 2018  | Sunrise              | Stati Uniti   | FLA Live Arena                       | Awolnation Max Frost | N.D.                                      | N.D.         |
| 6 novembre 2018  | Houston              | Stati Uniti   | Toyota Center                        | Awolnation Max Frost | 11,503 / 11,503                           | $825,217     |
| 7 novembre 2018  | Dallas               | Stati Uniti   | American Airlines Center             | Awolnation Max Frost | 12,487 / 13,168                           | $845,836     |
| 9 novembre 2018  | Phoenix              | Stati Uniti   | Footprint Center                     | Awolnation Max Frost | N.D.                                      | N.D.         |
| 10 novembre 2018 | Inglewood            | Stati Uniti   | The Forum                            | Awolnation Max Frost | 14,464 / 14,464                           | $1,340,387   |
| 11 novembre 2018 | Oakland              | Stati Uniti   | Oakland Arena                        | Awolnation Max Frost | N.D.                                      | N.D.         |
| 13 novembre 2018 | Salt Lake City       | Stati Uniti   | Vivint Arena                         | Awolnation Max Frost | N.D.                                      | N.D.         |
| 15 novembre 2018 | Portland             | Stati Uniti   | Moda Center                          | Awolnation Max Frost | N.D.                                      | N.D.         |
| 16 novembre 2018 | Tacoma               | Stati Uniti   | Tacoma Dome                          | Awolnation Max Frost | 19,613 / 19,613                           | $1,216,541   |
| 17 novembre 2018 | Boise                | Stati Uniti   | Taco Bell Arena                      | Awolnation Max Frost | N.D.                                      | N.D.         |
| 19 novembre 2018 | Denver               | Stati Uniti   | Ball Arena                           | Awolnation Max Frost | N.D.                                      | N.D.         |
| 20 novembre 2018 | Lincoln              | Stati Uniti   | Pinnacle Bank Arena                  | Awolnation Max Frost | N.D.                                      | N.D.         |
| 21 novembre 2018 | Kansas City          | Stati Uniti   | T-Mobile Center                      | Awolnation Max Frost | N.D.                                      | N.D.         |
| Oceania          |                      |               |                                      | |                                           |              |
| 7 dicembre 2018  | Perth                | Australia     | RAC Arena                            | Drapht | N.D.                                      | N.D.         |
| 10 dicembre 2018 | Adelaide             | Australia     | Adelaide Entertainment Centre        | Drapht | N.D.                                      | N.D.         |
| 13 dicembre 2018 | Melbourne            | Australia     | Rod Laver Arena                      | Drapht | N.D.                                      | N.D.         |
| 16 dicembre 2018 | Sydney               | Australia     | Sydney Super Dome                    | Drapht | 9,722 / 10,362                            | $784,315     |
| 18 dicembre 2018 | Brisbane             | Australia     | Brisbane Entertainment Centre        | Drapht | N.D.                                      | N.D.         |
| 21 dicembre 2018 | Auckland             | Nuova Zelanda | Spark Arena                          | Drapht | N.D.                                      | N.D.         |
| Nord America     |                      |               |                                      | |                                           |              |
| 19 gennaio 2019  | Inglewood            | Stati Uniti   | The Forum                            | |                                           |              |
| Europa           |                      |               |                                      | |                                           |              |
| 30 gennaio 2019  | Kiev                 | Ucraina       | Palace of Sports                     | N.D. | N.D.                                      | N.D.         |
| 2 febbraio 2019  | Mosca                | Russia        | VTB Arena                            | N.D. | N.D.                                      | N.D.         |
| 4 febbraio 2019  | San Pietroburgo      | Russia        | Ice Palace                           | N.D. | N.D.                                      | N.D.         |
| 6 febbraio 2019  | Helsinki             | Finlandia     | Hartwall Arena                       | The Regrettes | N.D.                                      | N.D.         |
| 8 febbraio 2019  | Stoccolma            | Svezia        | Avicii Arena                         | The Regrettes | N.D.                                      | N.D.         |
| 9 febbraio 2019  | Oslo                 | Norvegia      | Telenor Arena                        | The Regrettes | N.D.                                      | N.D.         |
| 11 febbraio 2019 | Copenaghen           | Danimarca     | Royal Arena                          | The Regrettes | N.D.                                      | N.D.         |
| 12 febbraio 2019 | Amburgo              | Germania      | Barclaycard Arena                    | The Regrettes | N.D.                                      | N.D.         |
| 14 febbraio 2019 | Berlino              | Germania      | Mercedes-Benz Arena                  | The Regrettes | N.D.                                      | N.D.         |
| 15 febbraio 2019 | Łódź                 | Polonia       | Atlas Arena                          | The Regrettes | N.D.                                      | N.D.         |
| 16 febbraio 2019 | Praga                | Rep. Ceca     | O2 Arena                             | The Regrettes | N.D.                                      | N.D.         |
| 17 febbraio 2019 | Vienna               | Austria       | Wiener Stadthalle                    | The Regrettes | N.D.                                      | N.D.         |
| 21 febbraio 2019 | Bologna              | Italia        | Unipol Arena                         | The Regrettes | N.D.                                      | N.D.         |
| 23 febbraio 2019 | Zurigo               | Svizzera      | Hallenstadion                        | The Regrettes | N.D.                                      | N.D.         |
| 24 febbraio 2019 | Stoccarda            | Germania      | Hanns-Martin-Schleyer-Halle          | The Regrettes | N.D.                                      | N.D.         |
| 25 febbraio 2019 | Colonia              | Germania      | Lanxess Arena                        | The Regrettes | 15,026 / 15,026                           | $943,832     |
| 27 febbraio 2019 | Birmingham           | Regno Unito   | Resorts World Arena                  | The Regrettes | N.D.                                      | N.D.         |
| 1 marzo 2019     | Dublino              | Irlanda       | 3Arena                               | The Regrettes | N.D.                                      | N.D.         |
| 2 marzo 2019     | Belfast              | Regno Unito   | SSE Arena                            | The Regrettes | N.D.                                      | N.D.         |
| 4 marzo 2019     | Glasgow              | Regno Unito   | SSE Hydro                            | The Regrettes | N.D.                                      | N.D.         |
| 5 marzo 2019     | Manchester           | Regno Unito   | Manchester Arena                     | The Regrettes | N.D.                                      | N.D.         |
| 7 marzo 2019     | Londra               | Regno Unito   | Wembley Arena                        | The Regrettes | 31,347 / 31,347                           | $1,934,480   |
| 8 marzo 2019     | Londra               | Regno Unito   | Wembley Arena                        | The Regrettes | 31,347 / 31,347                           | $1,934,480   |
| 9 marzo 2019     | Londra               | Regno Unito   | Wembley Arena                        | The Regrettes | 31,347 / 31,347                           | $1,934,480   |
| 11 marzo 2019    | Parigi               | Francia       | Accor Arena                          | The Regrettes | 15,285 / 15,900                           | $843,400     |
| 12 marzo 2019    | Amsterdam            | Paesi Bassi   | Ziggo Dome                           | The Regrettes | N.D.                                      | N.D.         |
| 13 marzo 2019    | Bruxelles            | Belgio        | Palais 12                            | The Regrettes | N.D.                                      | N.D.         |
| 15 marzo 2019    | Bilbao               | Spagna        | Bizkaia Arena                        | The Regrettes | N.D.                                      | N.D.         |
| 16 marzo 2019    | Madrid               | Spagna        | WiZink Center                        | The Regrettes | N.D.                                      | N.D.         |
| 17 marzo 2019    | Lisbona              | Portogallo    | Altice Arena                         | The Regrettes | N.D.                                      | N.D.         |
| Sud America      |                      |               |                                      | |                                           |              |
| 29 marzo 2019    | Buenos Aires         | Argentina     | Hipodromo de San Isidro              | |                                           |              |
| 30 marzo 2019    | Santiago del Cile    | Cile          | O'Higgins Park                       | |                                           |              |
| 2 aprile 2019    | Asunción             | Paraguay      | Espacio Idesa                        | |                                           |              |
| 5 aprile 2019    | Bogotá               | Colombia      | Briceño 18 Golf Course               | |                                           |              |
| 7 aprile 2019    | San Paolo            | Brasile       | Autódromo José Carlos Pace           | |                                           |              |
| Nord America     |                      |               |                                      | |                                           |              |
| 1º maggio 2019   | Monterrey            | Messico       | Arena Monterrey                      | Saint Motel | N.D.                                      | N.D.         |
| 3 maggio 2019    | Città del Messico    | Messico       | Palacio de los Deportes              | Saint Motel | 39,083 / 39,083                           | $2,178,687   |
| 4 maggio 2019    | Città del Messico    | Messico       | Palacio de los Deportes              | Saint Motel | 39,083 / 39,083                           | $2,178,687   |
| 6 maggio 2019    | Guadalajara          | Messico       | Arena VFG                            | Saint Motel | N.D.                                      | N.D.         |
| 12 maggio 2019   | Vancouver            | Canada        | Rogers Arena                         | Bear Hands | N.D.                                      | N.D.         |
| 14 maggio 2019   | Calgary              | Canada        | Scotiabank Saddledome                | Bear Hands | N.D.                                      | N.D.         |
| 15 maggio 2019   | Edmonton             | Canada        | Rogers Place                         | Bear Hands | N.D.                                      | N.D.         |
| 17 maggio 2019   | Winnipeg             | Canada        | Bell MTS Place                       | Bear Hands | N.D.                                      | N.D.         |
| 20 maggio 2019   | London               | Canada        | Budweiser Gardens                    | Bear Hands | 7,768 / 9,193                             | $467,288     |
| 21 maggio 2019   | Ottawa               | Canada        | Canadian Tire Centre                 | Bear Hands | N.D.                                      | N.D.         |
| 22 maggio 2019   | Montreal             | Canada        | Bell Centre                          | Bear Hands | 10,961 / 13,700                           | $689,794     |
| 24 maggio 2019   | Boston               | Stati Uniti   | Harvard Athletics Complex            | |                                           |              |
| Europa           |                      |               |                                      | |                                           |              |
| 26 maggio 2019   | Middlesbrough        | Regno Unito   | Stewart Park                         | |                                           |              |
| Nord America     |                      |               |                                      | |                                           |              |
| 28 maggio 2019   | Toronto              | Canada        | Scotiabank Arena                     | Bear Hands\| rowspan="3" style="background: #ececec; color: #2C2C2C; vertical-align: middle; text-align: center; " class="table-na" \| N.D. | N.D.                                      |              |
| 31 maggio 2019   | Grand Rapids         | Stati Uniti   | Van Andel Arena                      | Bear Hands\| rowspan="3" style="background: #ececec; color: #2C2C2C; vertical-align: middle; text-align: center; " class="table-na" \| N.D. | N.D.                                      |              |
| 1 giugno 2019    | Buffalo              | Stati Uniti   | KeyBank Center                       | Bear Hands\| rowspan="3" style="background: #ececec; color: #2C2C2C; vertical-align: middle; text-align: center; " class="table-na" \| N.D. | N.D.                                      |              |
| 4 giugno 2019    | Brooklyn             | Stati Uniti   | Barclays Center                      | Bear Hands\| rowspan="3" style="background: #ececec; color: #2C2C2C; vertical-align: middle; text-align: center; " class="table-na" \| N.D. | 11,133 / 11,133                           | $996,938     |
| 5 giugno 2019    | Newark               | Stati Uniti   | Prudential Center                    | Bear Hands\| rowspan="3" style="background: #ececec; color: #2C2C2C; vertical-align: middle; text-align: center; " class="table-na" \| N.D. | N.D.                                      | N.D.         |
| 7 giugno 2019    | Pittsburgh           | Stati Uniti   | PPG Paints Arena                     | Bear Hands\| rowspan="3" style="background: #ececec; color: #2C2C2C; vertical-align: middle; text-align: center; " class="table-na" \| N.D. | N.D.                                      | N.D.         |
| 8 giugno 2019    | Atlantic City        | Stati Uniti   | Boardwalk Hall                       | Bear Hands\| rowspan="3" style="background: #ececec; color: #2C2C2C; vertical-align: middle; text-align: center; " class="table-na" \| N.D. | 12,783 / 13,297                           | $852,580     |
| 9 giugno 2019    | Charlottesville      | Stati Uniti   | John Paul Jones Arena                | Bear Hands\| rowspan="3" style="background: #ececec; color: #2C2C2C; vertical-align: middle; text-align: center; " class="table-na" \| N.D. | N.D.                                      | N.D.         |
| 11 giugno 2019   | Raleigh              | Stati Uniti   | PNC Arena                            | Bear Hands\| rowspan="3" style="background: #ececec; color: #2C2C2C; vertical-align: middle; text-align: center; " class="table-na" \| N.D. | N.D.                                      | N.D.         |
| 12 giugno 2019   | Charlotte            | Stati Uniti   | Spectrum Center                      | Bear Hands\| rowspan="3" style="background: #ececec; color: #2C2C2C; vertical-align: middle; text-align: center; " class="table-na" \| N.D. | N.D.                                      | N.D.         |
| 14 giugno 2019   | Jacksonville         | Stati Uniti   | Jacksonville Veterans Memorial Arena | Bear Hands\| rowspan="3" style="background: #ececec; color: #2C2C2C; vertical-align: middle; text-align: center; " class="table-na" \| N.D. | N.D.                                      | N.D.         |
| 15 giugno 2019   | Miami                | Stati Uniti   | American Airlines Arena              | Bear Hands\| rowspan="3" style="background: #ececec; color: #2C2C2C; vertical-align: middle; text-align: center; " class="table-na" \| N.D. | N.D.                                      | N.D.         |
| 16 giugno 2019   | Orlando              | Stati Uniti   | Amway Center                         | Bear Hands\| rowspan="3" style="background: #ececec; color: #2C2C2C; vertical-align: middle; text-align: center; " class="table-na" \| N.D. | 12,881 / 13,229                           | $847,997     |
| 18 giugno 2019   | Birmingham           | Stati Uniti   | Legacy Arena                         | Bear Hands\| rowspan="3" style="background: #ececec; color: #2C2C2C; vertical-align: middle; text-align: center; " class="table-na" \| N.D. | N.D.                                      | N.D.         |
| 19 giugno 2019   | New Orleans          | Stati Uniti   | Smoothie King Center                 | Bear Hands\| rowspan="3" style="background: #ececec; color: #2C2C2C; vertical-align: middle; text-align: center; " class="table-na" \| N.D. | 10,864 / 10,864                           | $733,391     |
| 21 giugno 2019   | Houston              | Stati Uniti   | Toyota Center                        | Bear Hands\| rowspan="3" style="background: #ececec; color: #2C2C2C; vertical-align: middle; text-align: center; " class="table-na" \| N.D. | N.D.                                      | N.D.         |
| 22 giugno 2019   | San Antonio          | Stati Uniti   | AT&T Center                          | Bear Hands\| rowspan="3" style="background: #ececec; color: #2C2C2C; vertical-align: middle; text-align: center; " class="table-na" \| N.D. | N.D.                                      | N.D.         |
| 23 giugno 2019   | Austin               | Stati Uniti   | Frank Erwin Center                   | Bear Hands\| rowspan="3" style="background: #ececec; color: #2C2C2C; vertical-align: middle; text-align: center; " class="table-na" \| N.D. | 11,080 / 11,080                           | $825,322     |
| 25 giugno 2019   | Oklahoma City        | Stati Uniti   | Chesapeake Energy Arena              | Bear Hands\| rowspan="3" style="background: #ececec; color: #2C2C2C; vertical-align: middle; text-align: center; " class="table-na" \| N.D. | N.D.                                      | N.D.         |
| 26 giugno 2019   | Memphis              | Stati Uniti   | FedExForum                           | Bear Hands\| rowspan="3" style="background: #ececec; color: #2C2C2C; vertical-align: middle; text-align: center; " class="table-na" \| N.D. | N.D.                                      | N.D.         |
| 28 giugno 2019   | Indianapolis         | Stati Uniti   | Bankers Life Fieldhouse              | Bear Hands\| rowspan="3" style="background: #ececec; color: #2C2C2C; vertical-align: middle; text-align: center; " class="table-na" \| N.D. | N.D.                                      | N.D.         |
| 29 giugno 2019   | Columbus             | Stati Uniti   | Nationwide Arena                     | Bear Hands\| rowspan="3" style="background: #ececec; color: #2C2C2C; vertical-align: middle; text-align: center; " class="table-na" \| N.D. | N.D.                                      | N.D.         |
| 30 giugno 2019   | Columbus             | Stati Uniti   | Nationwide Arena                     | Bear Hands\| rowspan="3" style="background: #ececec; color: #2C2C2C; vertical-align: middle; text-align: center; " class="table-na" \| N.D. | N.D.                                      | N.D.         |
| 21 giugno 2019   | Cleveland            | Stati Uniti   | Huntington Convention Center         | |                                           |              |
| 7 luglio 2019    | Québec               | Canada        | Plains of Abraham                    | |                                           |              |
| Europa           |                      |               |                                      | |                                           |              |
| 17 luglio 2019   | Berna                | Svizzera      | Gurtenfestival                       | |                                           |              |
| 19 luglio 2019   | Nîmes                | Francia       | Arènes de Nînes                      | |                                           |              |
| 20 luglio 2019   | Parigi               | Francia       | Longchamp Racecourse                 | |                                           |              |
| 23 luglio 2019   | Nyon                 | Svizzera      | Plaine de l'Asse                     | |                                           |              |
| Nord America     |                      |               |                                      | |                                           |              |
| 3 agosto 2019    | Chicago              | Stati Uniti   | Grant Park                           | |                                           |              |
| 9 agosto 2019    | San Francisco        | Stati Uniti   | Golden Gate Park                     | |                                           |              |
|                  |                      |               | Europa                               | |                                           |              |
| 13 agosto 2019   | Budapest             | Ungheria      | Óbudai-sziget                        | |                                           |              |
| 15 agosto 2019   | Sankt Pölten         | Austria       | Green Park                           | |                                           |              |
| 17 agosto 2019   | Biddinghuizen        | Paesi Bassi   | Walibi Holland Event Center          | |                                           |              |
| 18 agosto 2019   | Hasselt              | Belgio        | Pukkelpop                            | |                                           |              |
| 22 agosto 2019   | Charleville-Mézières | Francia       | Square Bayard                        | |                                           |              |
| 24 agosto 2019   | Reading              | Regno Unito   | Richfield Avenue Festival Site       | |                                           |              |
| 25 agosto 2019   | Wetherby             | Regno Unito   | Bramham Park                         | |                                           |              |
| 31 agosto 2019   | Milano               | Italia        | Area EXPO                            | |                                           |              |
| 7 settembre 2019 | Berlino              | Germania      | The Berlin Olympic Stadium           | |                                           |              |
| Nord America     |                      |               |                                      | |                                           |              |
| 9 ottobre 2019   | Tampa                | Stati Uniti   | Amalie Arena                         | MisterWives | N.D.                                      | N.D.         |
| 11 ottobre 2019  | Greenville           | Stati Uniti   | Bon Secours Wellness Arena           | MisterWives | N.D.                                      | N.D.         |
| 12 ottobre 2019  | Atlanta              | Stati Uniti   | State Farm Arena                     | MisterWives | N.D.                                      | N.D.         |
| 15 ottobre 2019  | Baltimora            | Stati Uniti   | Royal Farms Arena                    | MisterWives | N.D.                                      | N.D.         |
| 17 ottobre 2019  | Uncasville           | Stati Uniti   | Mohegan Sun Arena                    | MisterWives | N.D.                                      | N.D.         |
| 18 ottobre 2019  | University Park      | Stati Uniti   | Bryce Jordan Center                  | MisterWives | N.D.                                      | N.D.         |
| 20 ottobre 2019  | Filadelfia           | Stati Uniti   | Wells Fargo Center                   | MisterWives | N.D.                                      | N.D.         |
| 22 ottobre 2019  | Cincinnati           | Stati Uniti   | U.S. Bank Arena                      | MisterWives | N.D.                                      | N.D.         |
| 24 ottobre 2019  | Minneapolis          | Stati Uniti   | Target Center                        | MisterWives | N.D.                                      | N.D.         |
| 25 ottobre 2019  | Des Moines           | Stati Uniti   | Wells Fargo Arena                    | MisterWives | N.D.                                      | N.D.         |
| 27 ottobre 2019  | Denver               | Stati Uniti   | Pepsi Center                         | MisterWives | N.D.                                      | N.D.         |
| 30 ottobre 2019  | Las Vegas            | Stati Uniti   | MGM Grand Garden Arena               | MisterWives | N.D.                                      | N.D.         |
| 1º novembre 2019 | Los Angeles          | Stati Uniti   | Staples Center                       | MisterWives | 13,688 / 13,688                           | $1,062,699   |
| 2 novembre 2019  | Anaheim              | Stati Uniti   | Honda Center                         | MisterWives | N.D.                                      | N.D.         |
| 3 novembre 2019  | Sacramento           | Stati Uniti   | Golden 1 Center                      | MisterWives | 12,509 / 12,509                           | $988,020     |
| 4 novembre 2019  | Salt Lake City       | Stati Uniti   | Vivint Smart Home Arena              | MisterWives | 9,756 / 9,756                             | $702,482     |
| 5 novembre 2019  | San Diego            | Stati Uniti   | Pechanga Arena                       | MisterWives | N.D.                                      | N.D.         |
| 8 novembre 2019  | Fort Worth           | Stati Uniti   | Dickies Arena                        | MisterWives | 12,435 / 12,658                           | $891,443     |
| 9 novembre 2019  | Tulsa                | Stati Uniti   | BOK Center                           | MisterWives | 12,220 / 12,220                           | $783,874     |
| 7 dicembre 2019  | San Jose             | Stati Uniti   | SAP Center                           | |                                           |              |
| 8 dicembre 2019  | Anaheim              | Stati Uniti   | Honda Center                         | |                                           |              |
| 13 dicembre 2019 | Chicago              | Stati Uniti   | Aragon Ballroom                      | |                                           |              |